# 1094
| [ Edytuj tabelę ]          |                                                                         |
| Książę Polski              | - 1079 Władysław I Herman 1102                                          |
| Król Angkoru               | - 1080 Dżajawarman VI 1107                                              |
| Król Anglii                | - 1087 Wilhelm II Rudy 1100                                             |
| Król Aragonii i Nawarry    | - 1063 Sancho Ramírez 1094 - 1094 Piotr I Aragoński 1101                |
| Hrabia Barcelony           | - 1076 Berengar Rajmund II 1097 - 1082 Rajmund Berengar III Wielki 1131 |
| Książę Bawarii             | - 1077 Henryk VIII 1096                                                 |
| Książę Burgundii           | - 1079 Odo I 1102                                                       |
| Cesarz Bizancjum           | - 1081 Aleksy I Komnen 1118                                             |
| Cesarz Chin                | - 1085 Song Zhezong 1100                                                |
| Książę Czech               | - 1092 Brzetysław II 1100                                               |
| Król Danii                 | - 1086 Olaf I Głód 1095                                                 |
| Władca Egiptu              | - 1036 Al-Mustansir 1094 - 1094 Al-Musta’li 1101                        |
| Król Francji               | - 1060 Filip I 1108                                                     |
| Król Gruzji                | - 1089 Dawid IV Budowniczy 1125                                         |
| Hrabia Holandii            | - 1091 Floris II Gruby 1121                                             |
| Cesarz Japonii             | - 1086 Horikawa 1107                                                    |
| Kalif                      | - 1075 Al-Muktadi 1094 - 1094 Al-Mustazhir 1118                         |
| Król Kastylii              | - 1072 Alfons VI 1109                                                   |
| Wielki książę Kijowa       | - 1093 Światopełk II Michał 1113                                        |
| Patriarcha Konstantynopola | - 1084 Mikołaj III Gramatyk 1111                                        |
| Władca Korei               | - 1083 Sŏnjong 1094 - 1094 Hŏnjong 1095                                 |
| Władca Maroka              | - 1070 Jusuf ibn Taszfin 1106                                           |
| Król Norwegii              | - 1093 Haakon Magnusson 1095 - 1093 Magnus III Bosy 1103                |
| Książę Obodrzyców          | - 1093 Henryk Gotszalkowic 1127                                         |
| Hrabia Palatynatu          | - 1085 Henryk II z Laach 1095                                           |
| Papież                     | - 1084 Klemens III (antypapież) 1100 - 1088 Urban II 1099               |
| Hrabia Portugalii          | - 1093 Henryk Burgundzki 1112                                           |
| Sułtan Rumu                | - 1092 Kilidż Arslan I 1107                                             |
| Cesarz rzymski (niemiecki) | - 1084 Henryk IV 1105                                                   |
| Książę Saksonii            | - 1072 Magnus 1106                                                      |
| Sułtan Seldżuków           | - 1092 Mahmud I 1094 - 1092 Barkijaruk 1104                             |
| Król Szkocji               | - 1093 Donald III 1097 - 1094 Duncan II 1094 - 1094 Donald III 1097     |
| Król Szwecji               | - 1083 Inge I Starszy 1110                                              |
| Doża Wenecji               | - 1084 Vitale Faliero 1096                                              |
| Król Węgier                | - 1077 Władysław I Święty 1095                                          |

Rok 1094 / MXCIV
stulecia: X wiek ~
XI wiek ~
XII wiek

lata: 1084 «
1089 «
1090 «
1091 «
1092 «
1093 «
1094
» 1095
» 1096
» 1097
» 1098
» 1099
» 1104

## Wydarzenia na świecie
- 4 czerwca – Piotr I został królem Aragonii i Nawarry.
- 15 czerwca – hiszpański rycerz Cyd Waleczny wyzwolił Walencję spod panowania Almorawidów.

## Urodzili się
- Huguo Jingyuan, mistrz chan okresu dynastii Song z frakcji yangqi szkoły linji (zm. 1146)

## Zmarli
- 3 lutego – Al-Muktadi, dwudziesty siódmy kalif Abbasydów (ur. 1056)
- 4 czerwca – Sancho Ramírez, król Aragonii oraz król Nawarry (ur. przed 1045)